# Guarará
Guarará is een gemeente in de Braziliaanse deelstaat Minas Gerais. De gemeente telt 4.114 inwoners (schatting 2009).

## Aangrenzende gemeenten
De gemeente grenst aan Bicas, Mar de Espanha, Maripá de Minas en Pequeri.

## Galerij

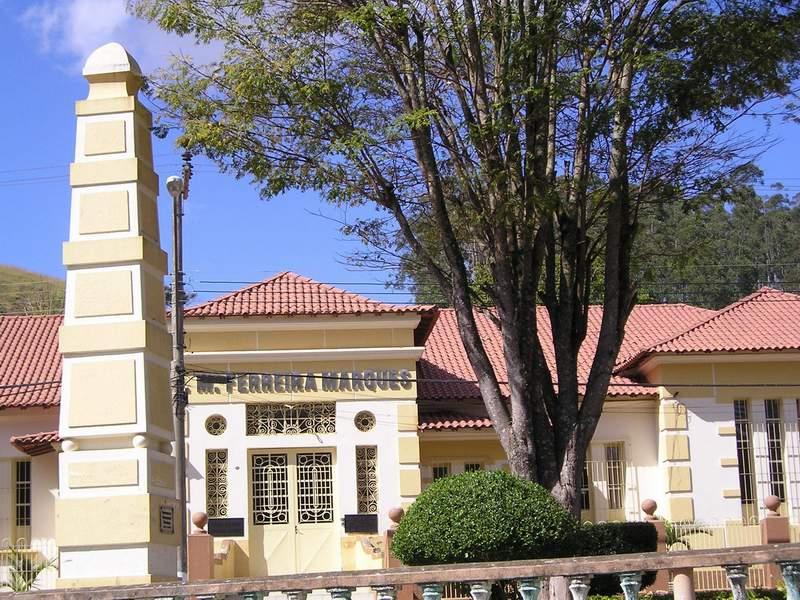
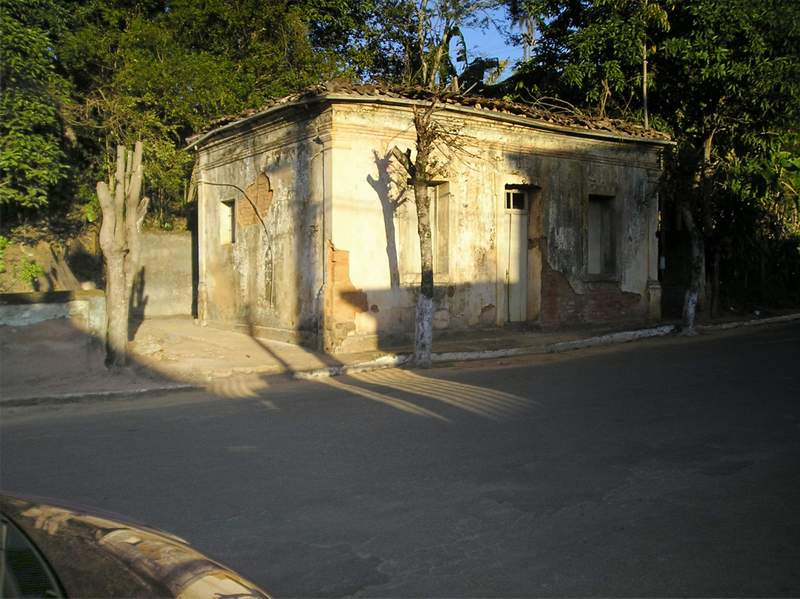
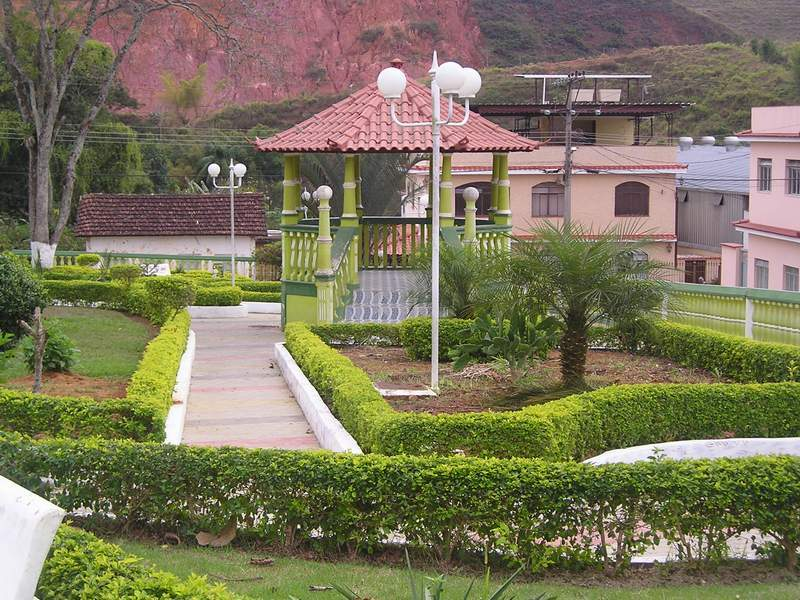
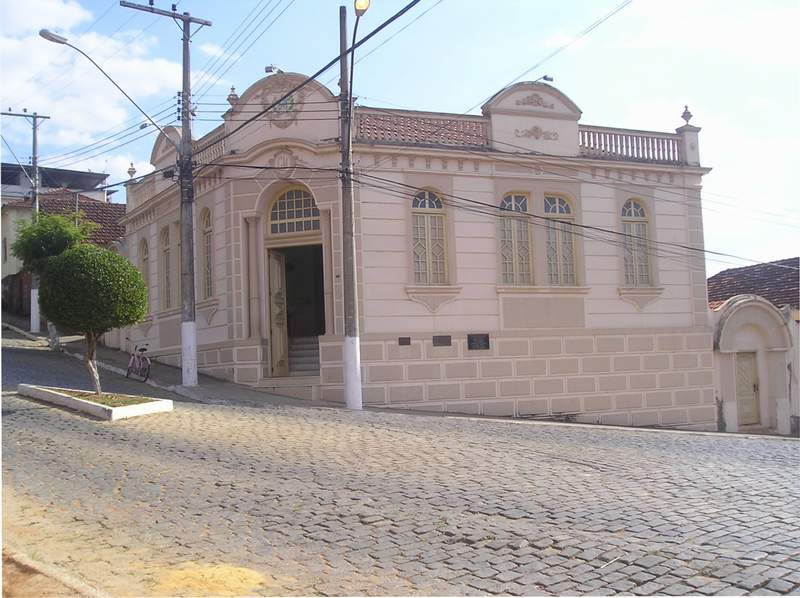
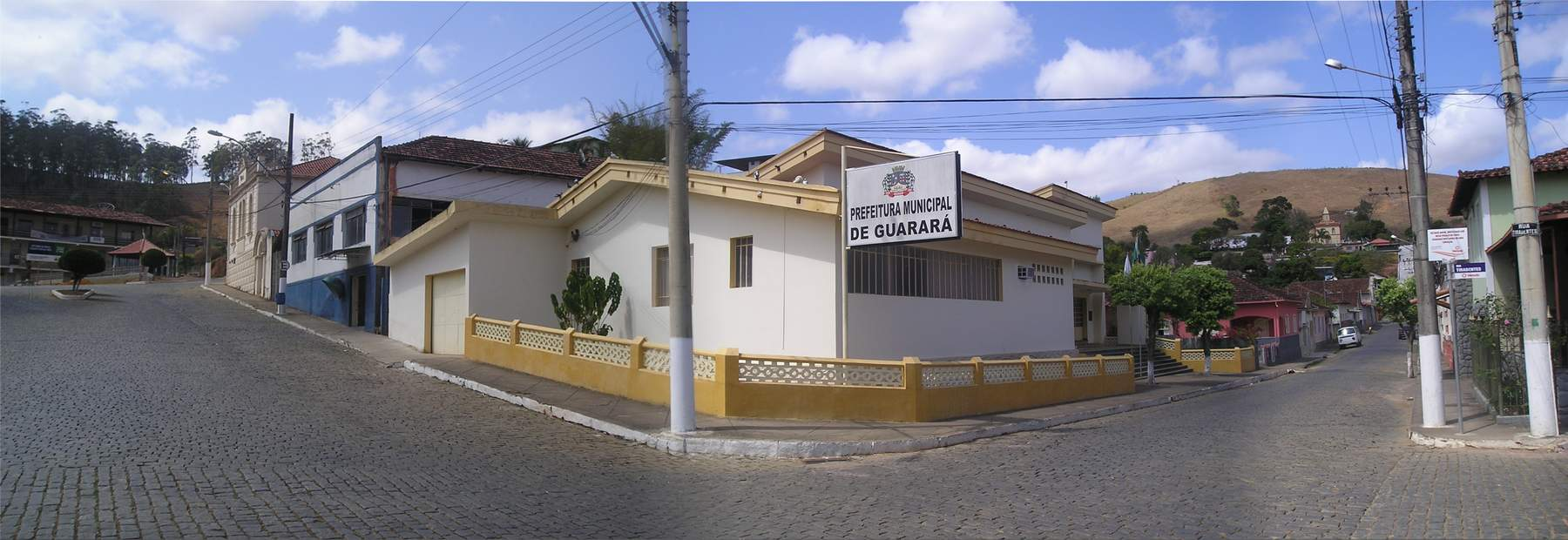